# 安国寺 (下野市)
安国寺（あんこくじ）は、栃木県下野市にある真言宗智山派の寺院。山号は医王山。本尊は薬師如来。

## 概要
古代寺院・下野薬師寺の跡地に立ち、同寺の後継寺院としてその法灯を現在に伝えている。
下野薬師寺は平安時代の衰退したのち、鎌倉時代に中興された。室町時代には幕府からの庇護を求め、足利尊氏・直義が全国に安国寺利生塔を建てるという意向を容れ、暦応2年（1339年）に「安国寺」と改名した。しかしながら戦国時代に戦火で焼失する。その後近世初頭に入り、旧伽藍内に再建されたのが当寺とされる。
かつて存在した薬師寺不動院の流れをひくといわれる寺院で、佐竹氏からは寺領10石を寄進されている。当寺は龍興寺（薬師寺地蔵院の流れをひく）とともに、天和元年（1681年）から享保4年（1719年）にかけて薬師寺の正統を争う訴訟を起こした。議論の末、天保9年（1838年）に「安国寺は戒壇、龍興寺は鑑真墓所を守護する」という合意に達し現在に至っている。
2018年、「安国寺」の名前をもともとの寺名「薬師寺（通称・下野薬師寺）」に改称し、これを記念して窪田空穂の歌碑が建てられた。

## 境内
境内建物のうち、六角堂は江戸時代後期の様式をとどめる六角形造の堂で、かつての下野薬師寺戒壇跡と伝えられる場所に立つ。内部中央には鑑真の絵像を納めた厨子が安置されている。

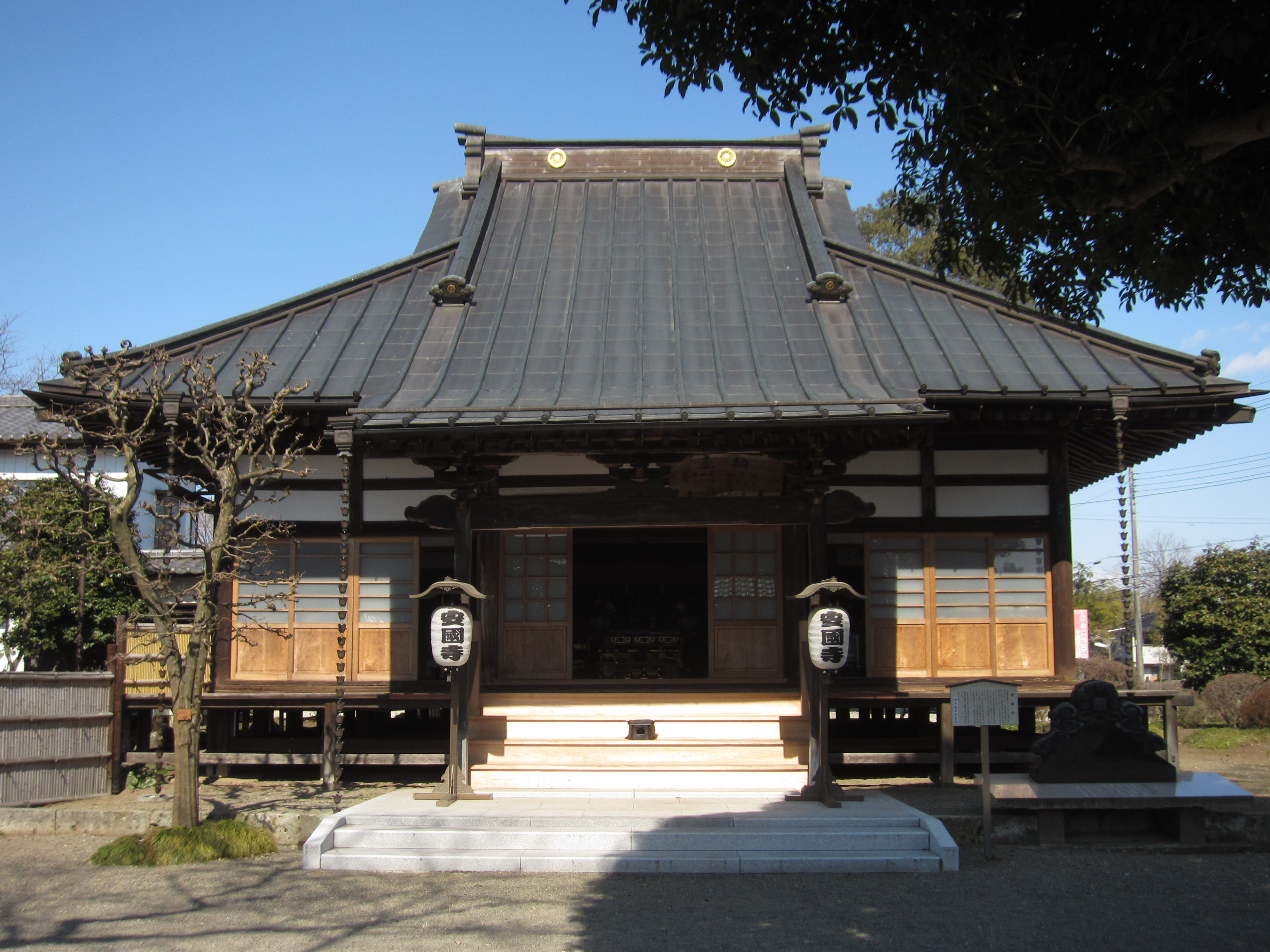
本堂 明治38年の再建
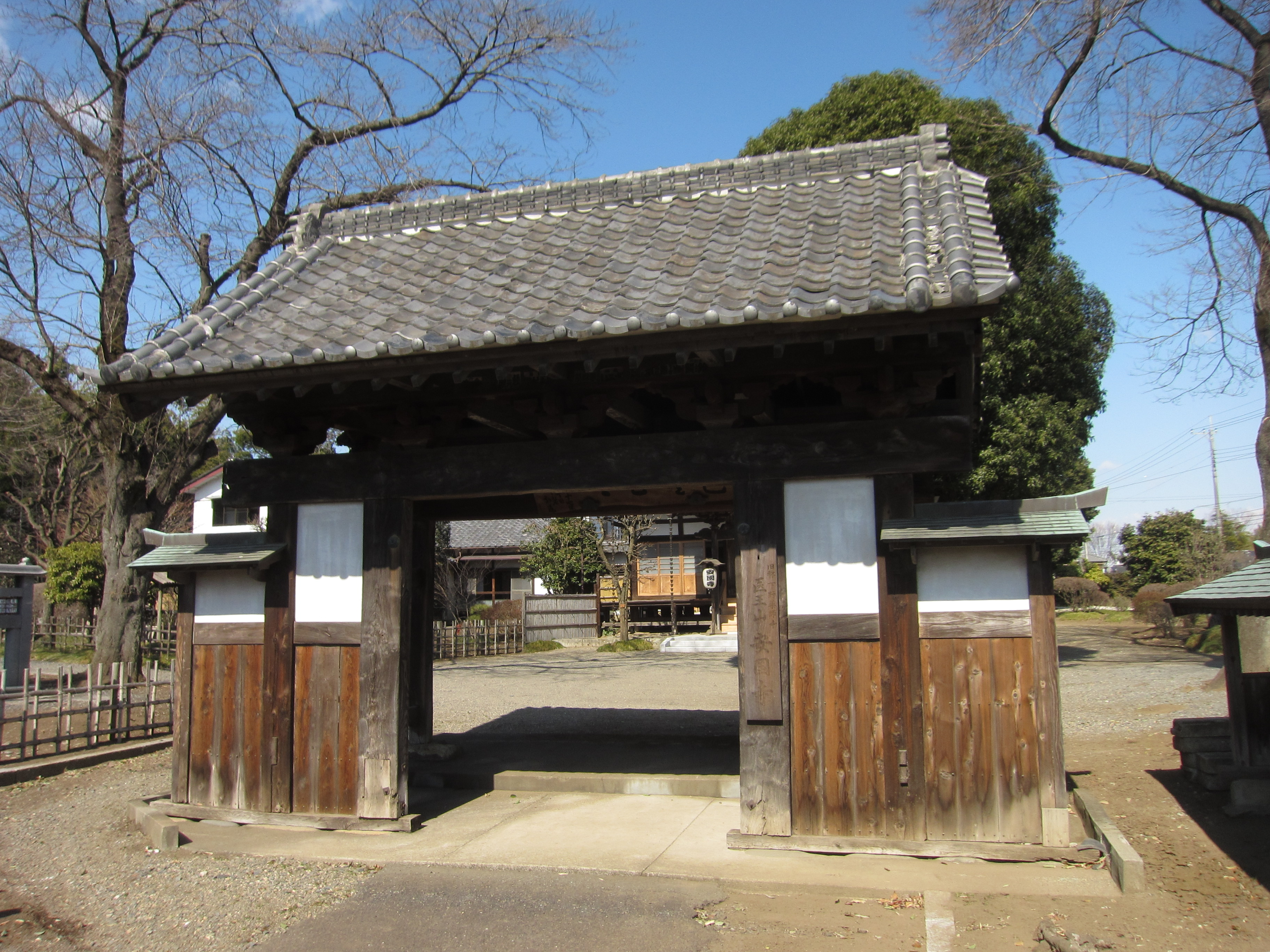
山門

## 文化財
出土品等、所有者は安国寺であるが下野薬師寺に関する文化財は「下野薬師寺#文化財」を参照。

### 下野市指定有形文化財
- 六角堂（建造物） - 昭和62年12月6日指定[4]。

## 現地情報
所在地
- 栃木県下野市薬師寺1737

交通アクセス
- 東日本旅客鉄道（JR東日本）宇都宮線（東北本線） 自治医大駅 （徒歩約30分） - 約2.5km。
- 東日本旅客鉄道（JR東日本）宇都宮線（東北本線） 小金井駅 - 約5.0km。レンタサイクル可能。

周辺
- 下野薬師寺跡
  - 下野薬師寺歴史館
- 龍興寺 - 下野薬師寺別院。
- 薬師寺八幡宮 - 下野薬師寺鎮守。